# Moisés Soto
Moisés Antonio Soto Chacón (ur. 4 września 1988) – panamski zapaśnik walczący w obu stylach. Zajął 35 miejsce na mistrzostwach świata w 2013. Piąty na mistrzostwach panamerykańskich w 2012 i 2014. Brązowy medalista mistrzostw i igrzysk Ameryki Płd. w 2014. Wygrał igrzyska Ameryki Środkowej w 2013.